# Redoute du Tôt
Pour les articles homonymes, voir TOT.
La redoute du Tôt est un ancien édifice militaire qui se dresse sur la commune française de Cherbourg-en-Cotentin dans le département de la Manche, en région Normandie.

## Localisation
L'édifice est situé dans l'ancienne commune d'Équeurdreville-Hainneville.

## Historique
La redoute fait l’objet d’une inscription au titre des monuments historiques par arrêté du 27 août 1992  : la redoute, y compris les vestiges du réduit, fait l'objet de l'inscription.
Les vestiges du fort sont inclus dans un parc dit parc du Tôt.